# Comandància General de Balears
La Comandància General de Balears (COMGEBAL) és un òrgan de la Força Terrestre de l'Exèrcit de Terra d'Espanya la finalitat de la qual més important consisteix a preparar organitzacions operatives amb les unitats aquarterades a les Illes Balears, d'acord amb la doctrina específica terrestre.
Té el seu antecendente l'any 1230, quan es va establir que Palau de l'Almudaina albergués al governador de Mallorca. Des de 1715 a 1931 i de 1939 a 1997 les unitats militars en el arxipèlag van estar integrades en una capitania general (fins a 1984 a càrrec d'un tinent general). Entre 1931 i 1939, i des de l'any 1997 fins a l'actualitat, s'ha substituït la denominació tradicional per la de comandància. Al capdavant de la mateixa es troba un general de divisió. La seva caserna general ocupa una part del Palau de l'Almudaina, situat en el nucli antic de la ciutat de Palma.

## Organització
La Comandància General de Balears compta amb les següents unitats:
- Caserna General:
  - Prefectura de la Caserna General
  - Estat Major
  - Companyia de Caserna General
  - Habilitació General
  - Oficina de Comunicació
  - Assessoria Jurídica
  - Servei de Sanitat
  - Òrgan de Suport al Representant Institucional de les Forces Armades
  - Secció de Sapadors
  - Unitat de Banda i Música
- Regiment d'Infanteria «Palma» n. 47:
  - Comandament
  - Plana Major
  - Batalló d'Infanteria Motoritzada «Filipinas» I/47.